# Speyerer Stadtbefestigung

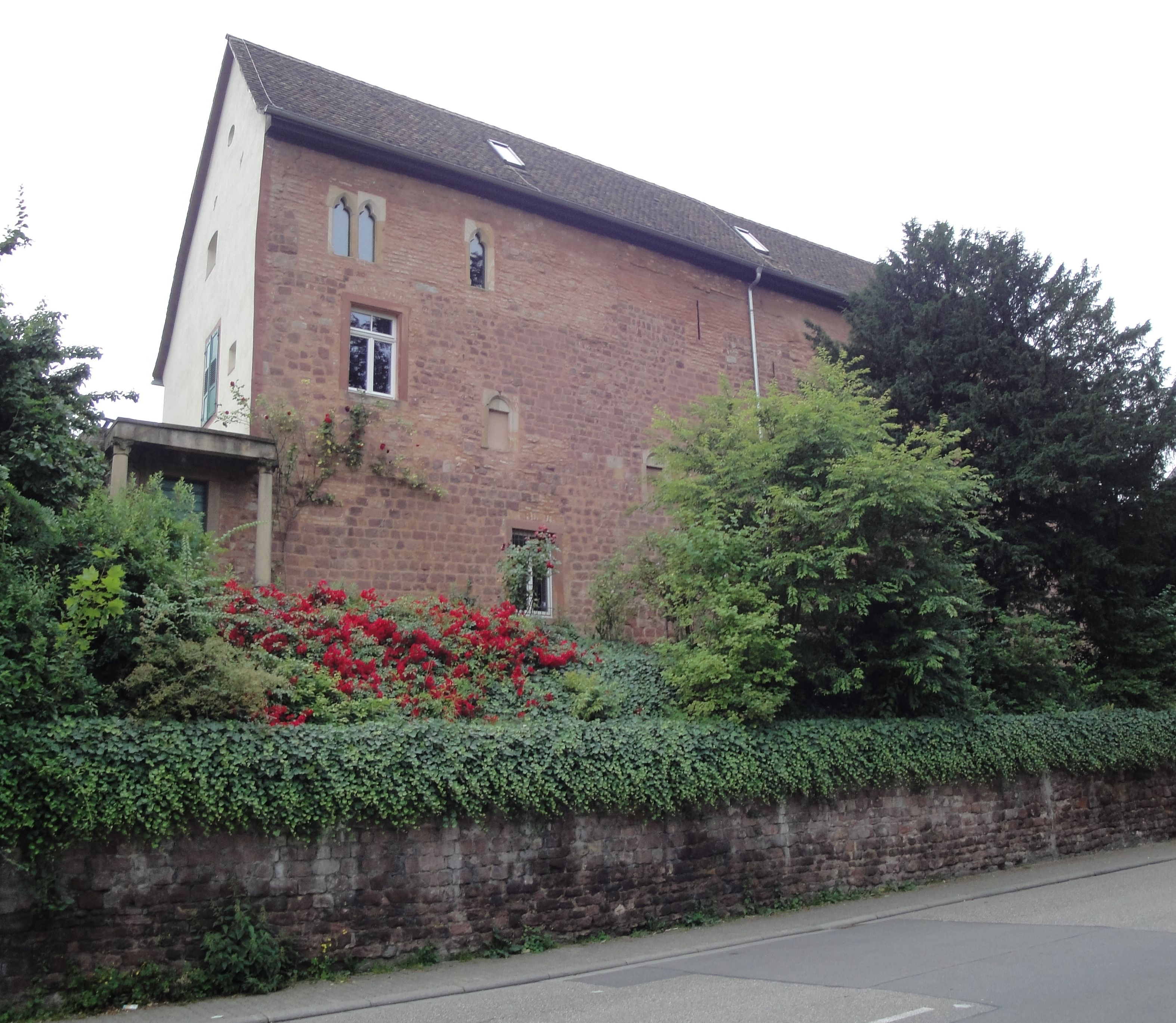
Integriert in ein Wohnhaus am Hirschgraben: das einzige erhaltene höhere Stück der Speyerer Stadtmauer. Spätsalische Quadermauer von etwa 1100. Erkennbar vor Ort noch die romanischen Zinnen, die in der spätgotischen Backsteinerhöhung deutlich abzulesen sind. Links neben dem Fallrohr der Dachrinne in diesem Bereich eine der vier erhaltenen Armbrustschießscharten. Am Straßenrand die Kontreeskarpemauer, hinter der sich der inzwischen verfüllte Hirschgraben befand.

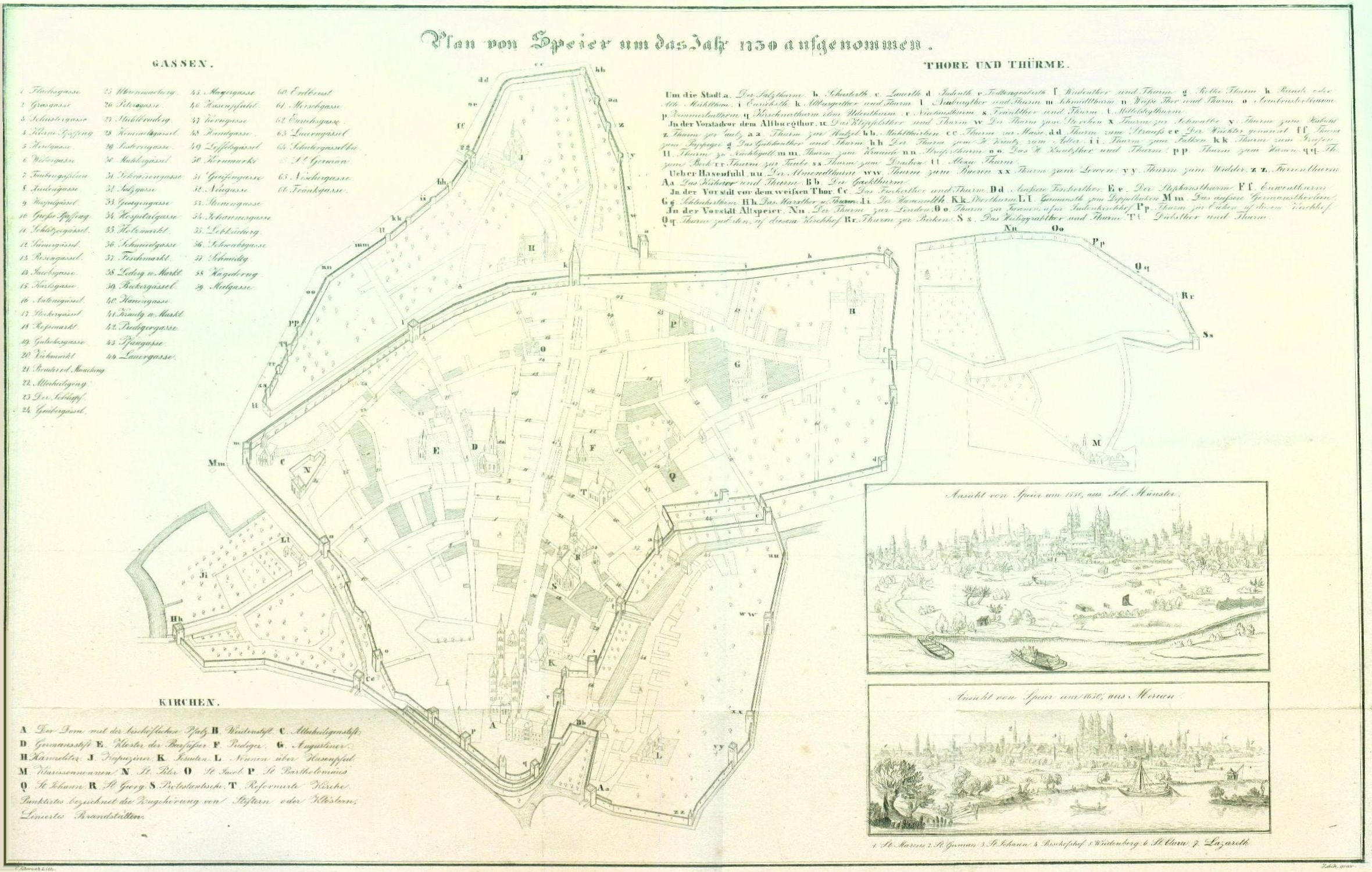
Gewesteter Stadtplan von 1730 mit Mauerplan

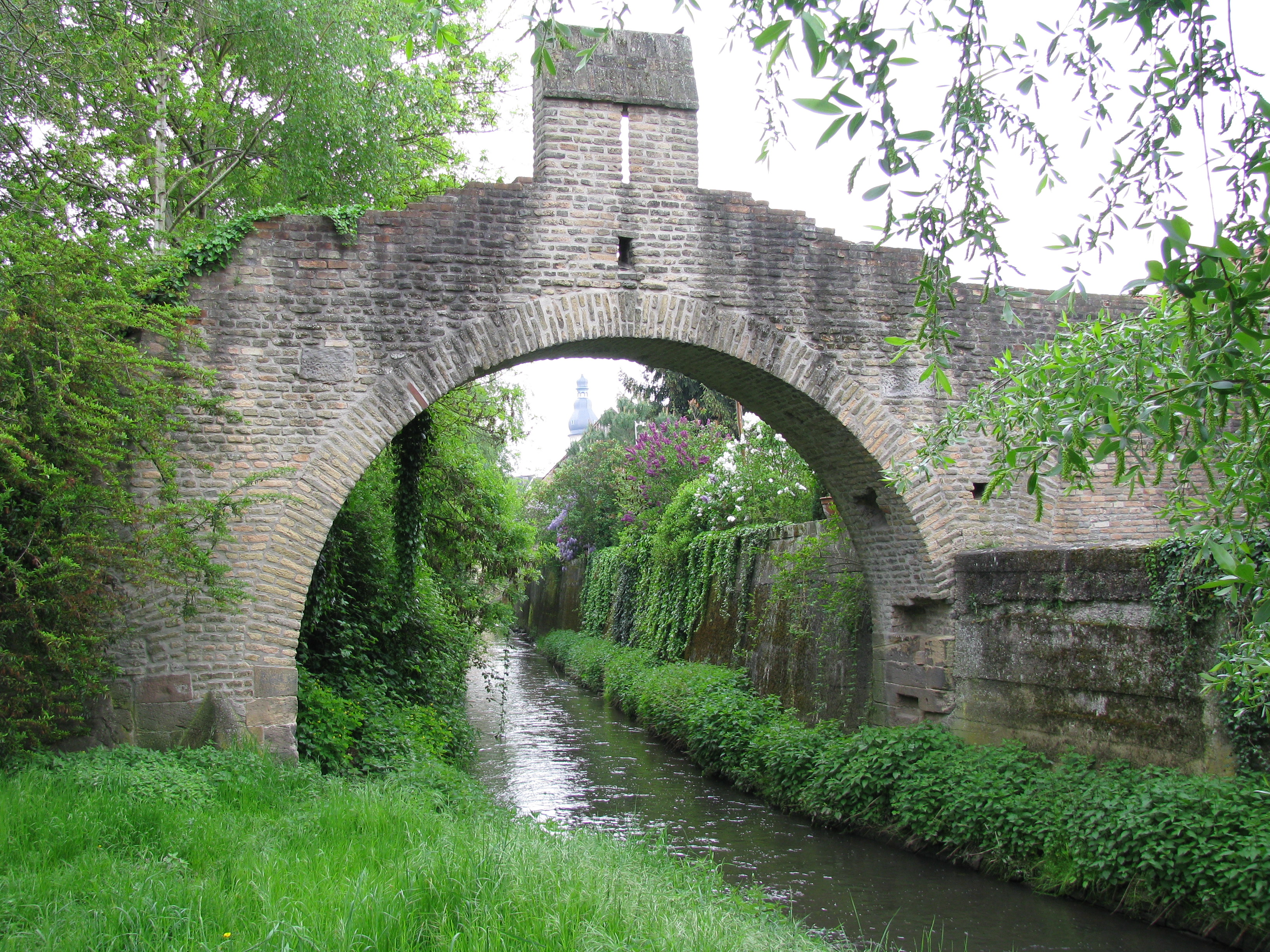
Der Riegel als alte Sicherung des Bacheinlaufs nördlich der Altstadt

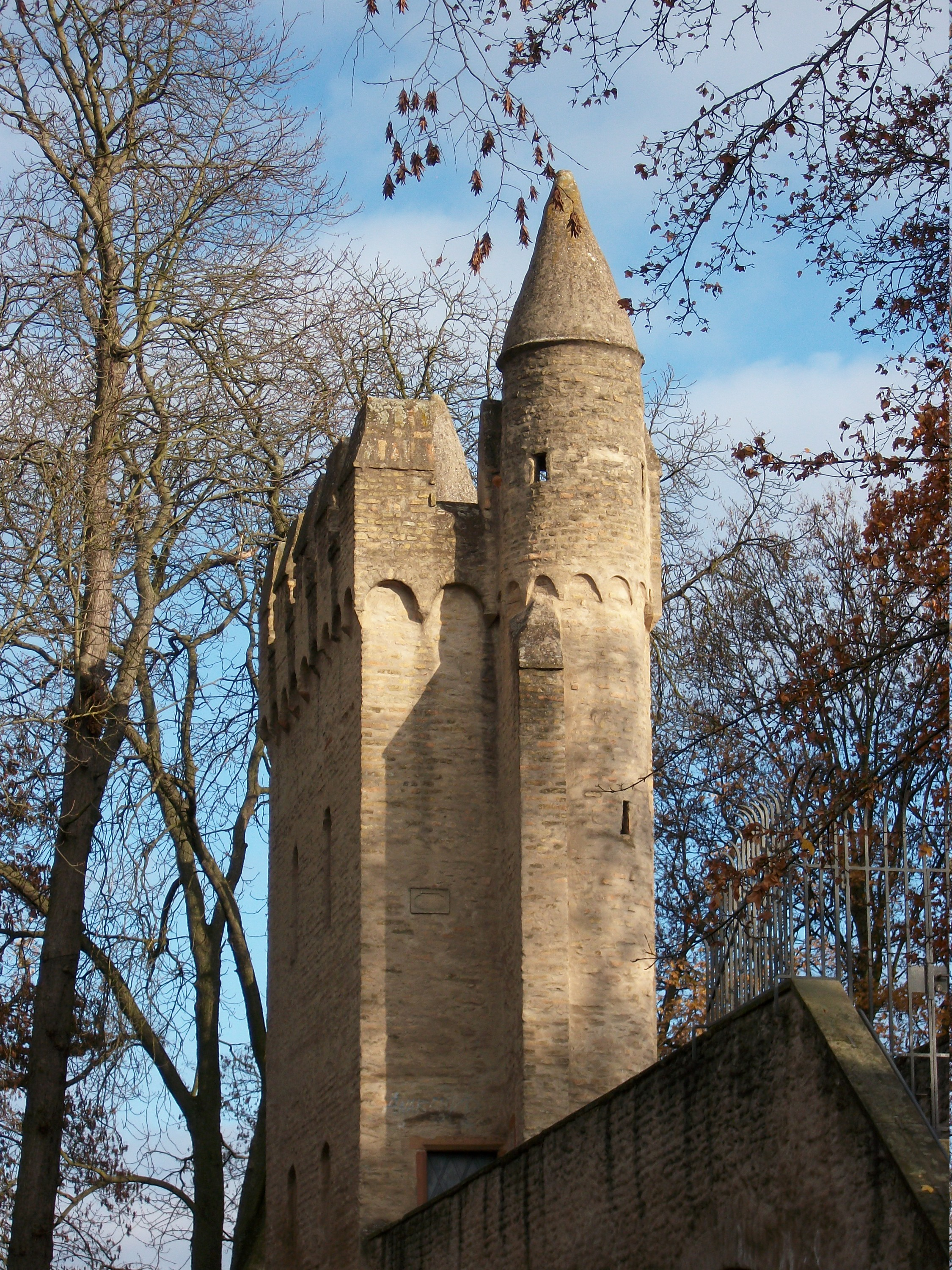
Heidentürmchen im Domgarten

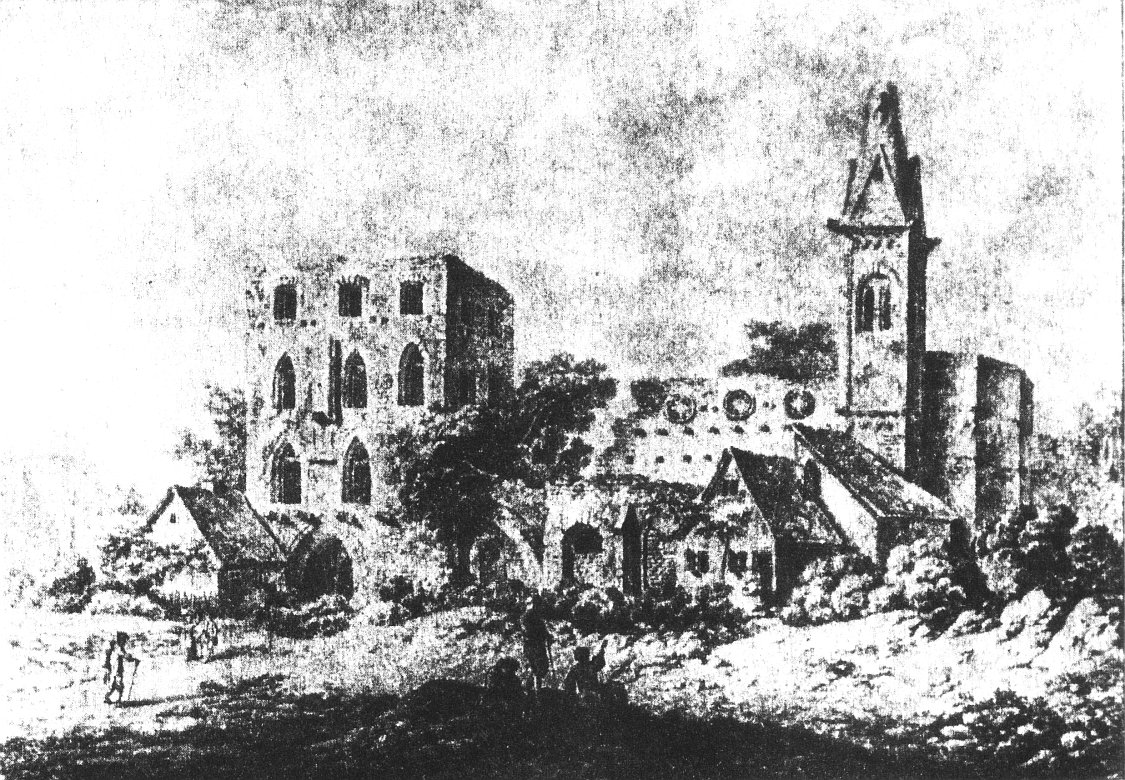
Links der Domstaffelturm, rechts die Nikolauskapelle

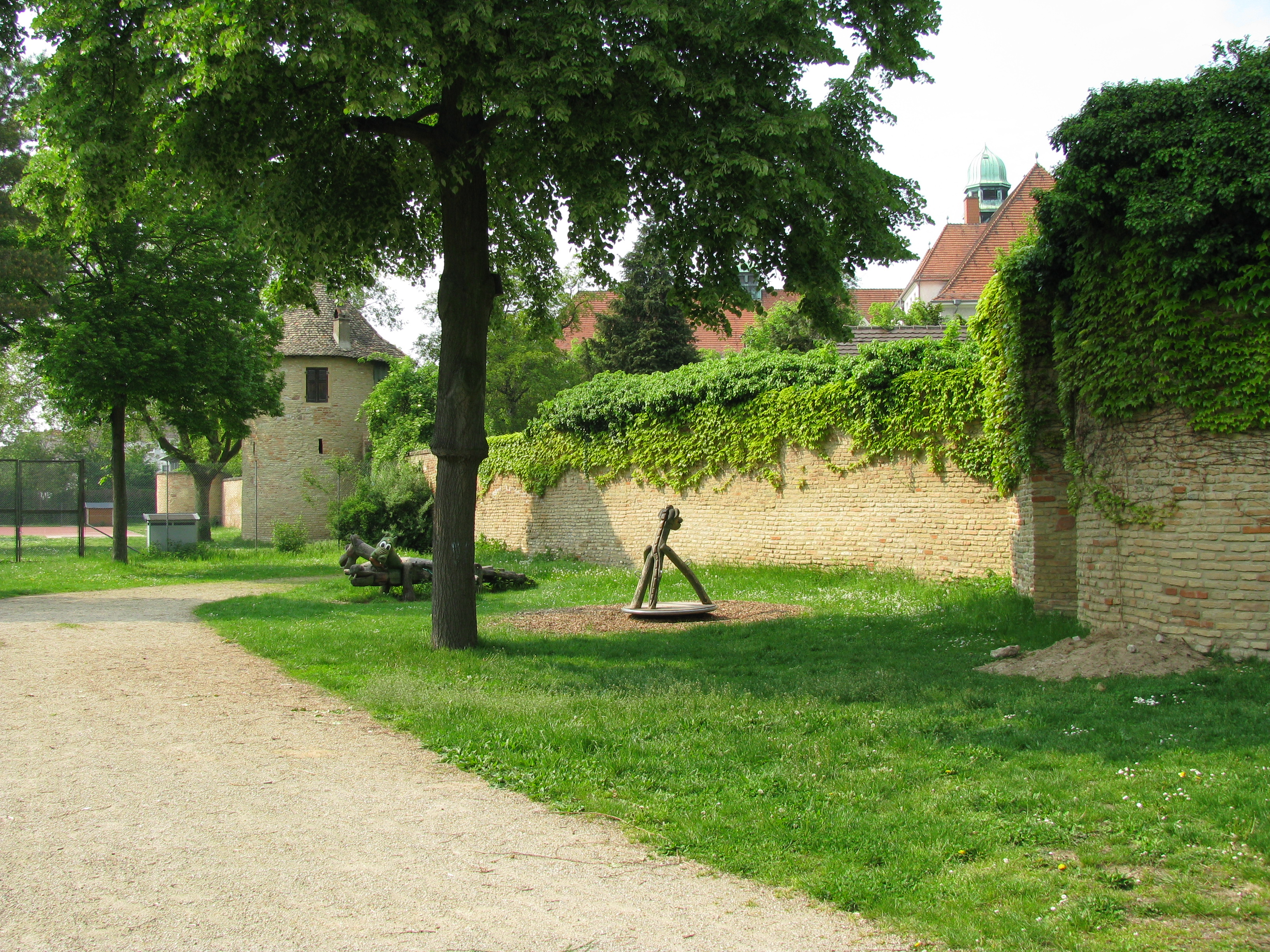
Rest der Stadtmauer der Gilgenvorstadt an der Hilgardstraße am Spielplatz am Drachenturm

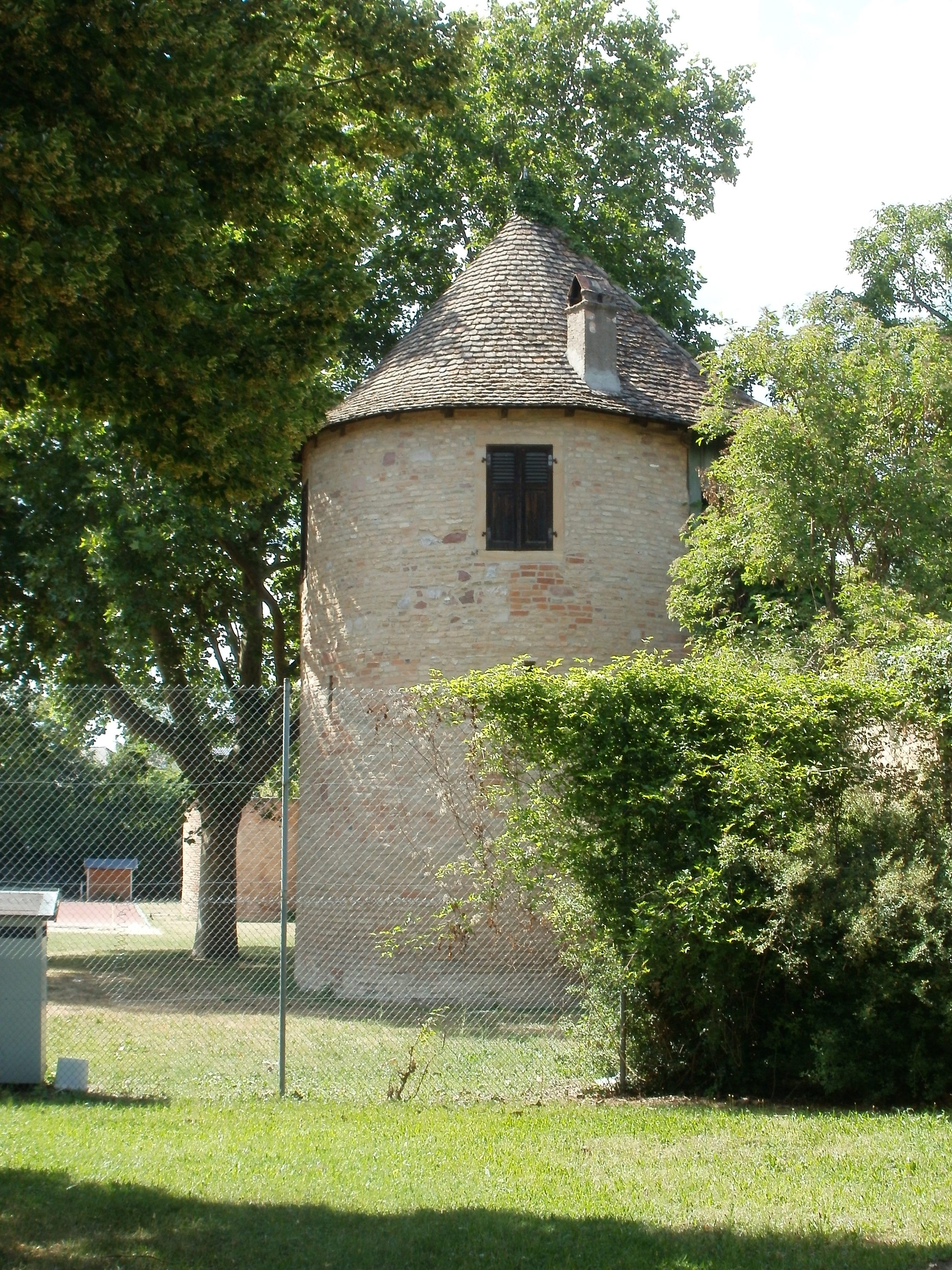
Rest der Stadtmauer der Gilgenvorstadt an der Hilgardstraße am Zaun zwischen Spielplatz am Drachenturm und Sportplatz der Zeppelinschule

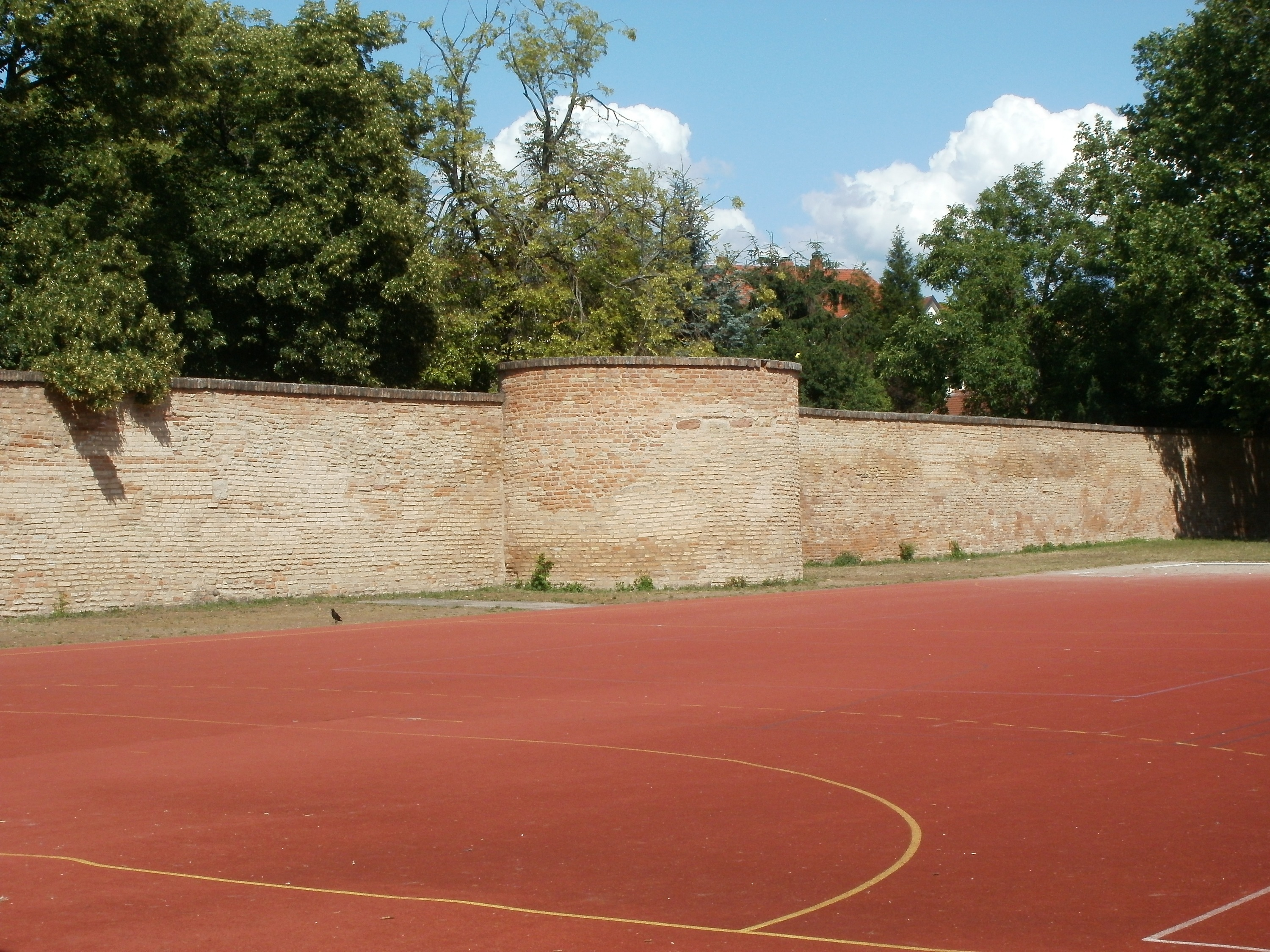
Rest der Stadtmauer der Gilgenvorstadt an der Hilgardstraße am Sportplatz der Zeppelinschule

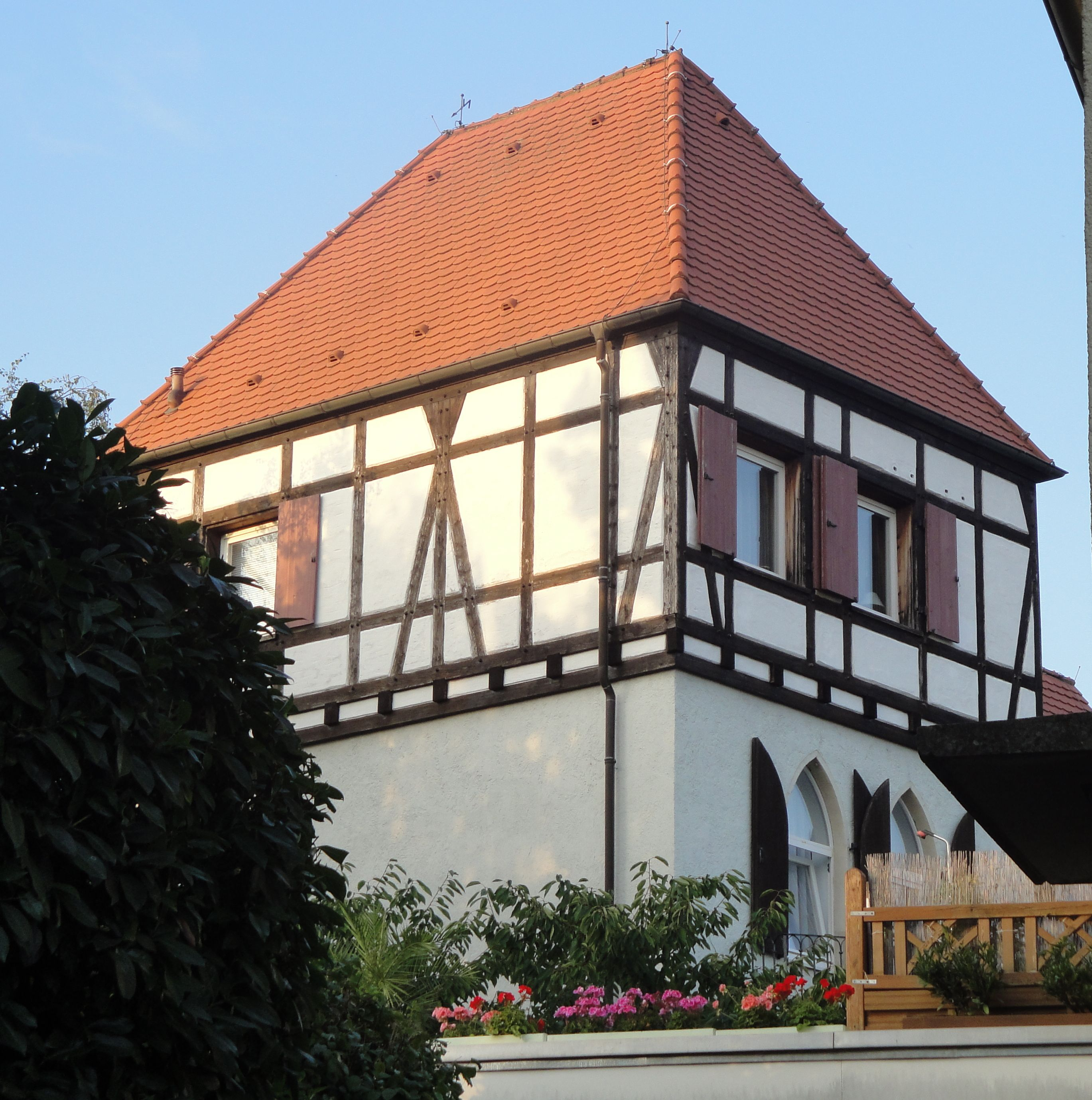
Schmiedeturm

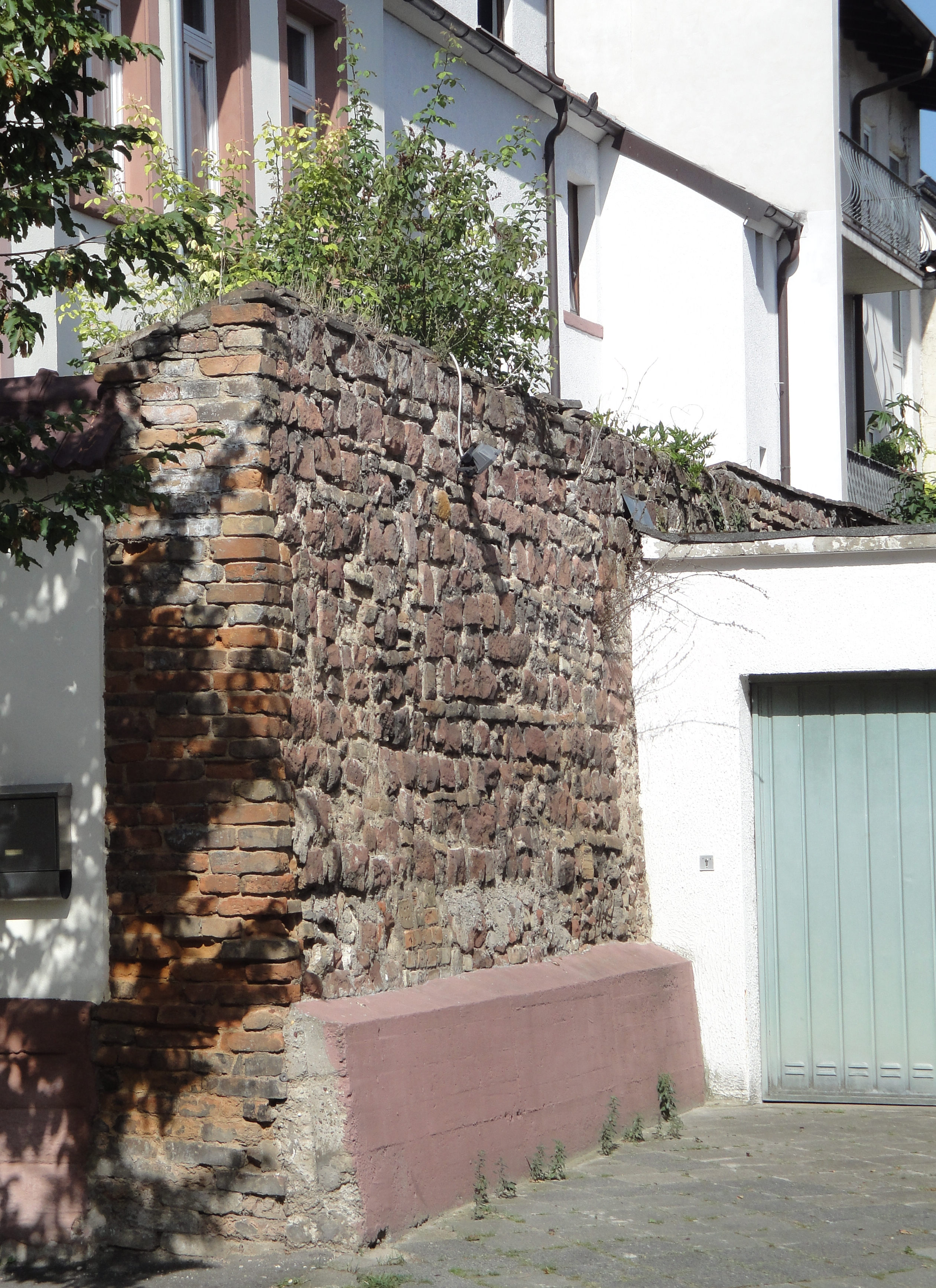
Rest der Stadtmauer der Kernstadt in der Zeppelinstraße

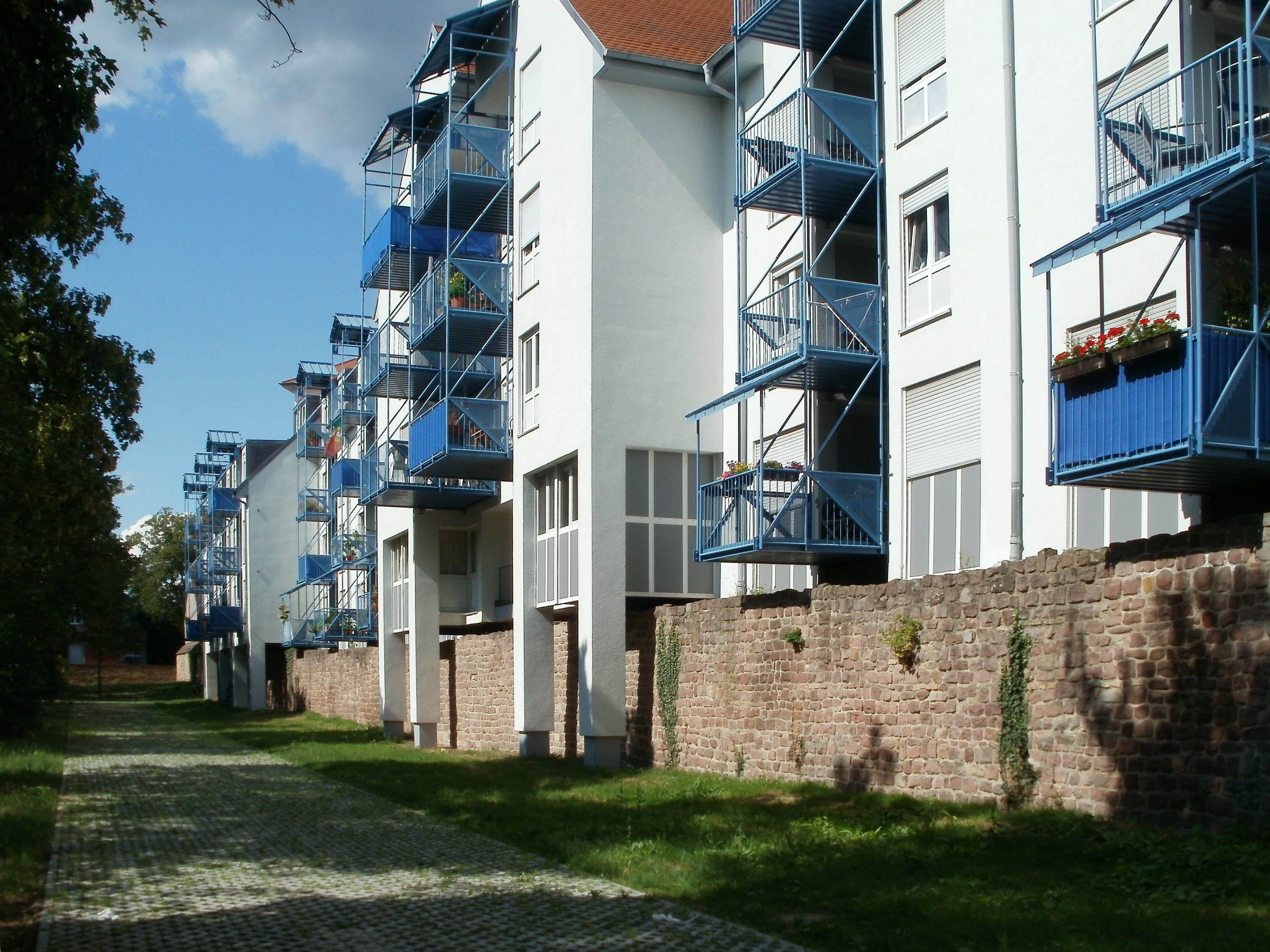
Postgraben Ostseite

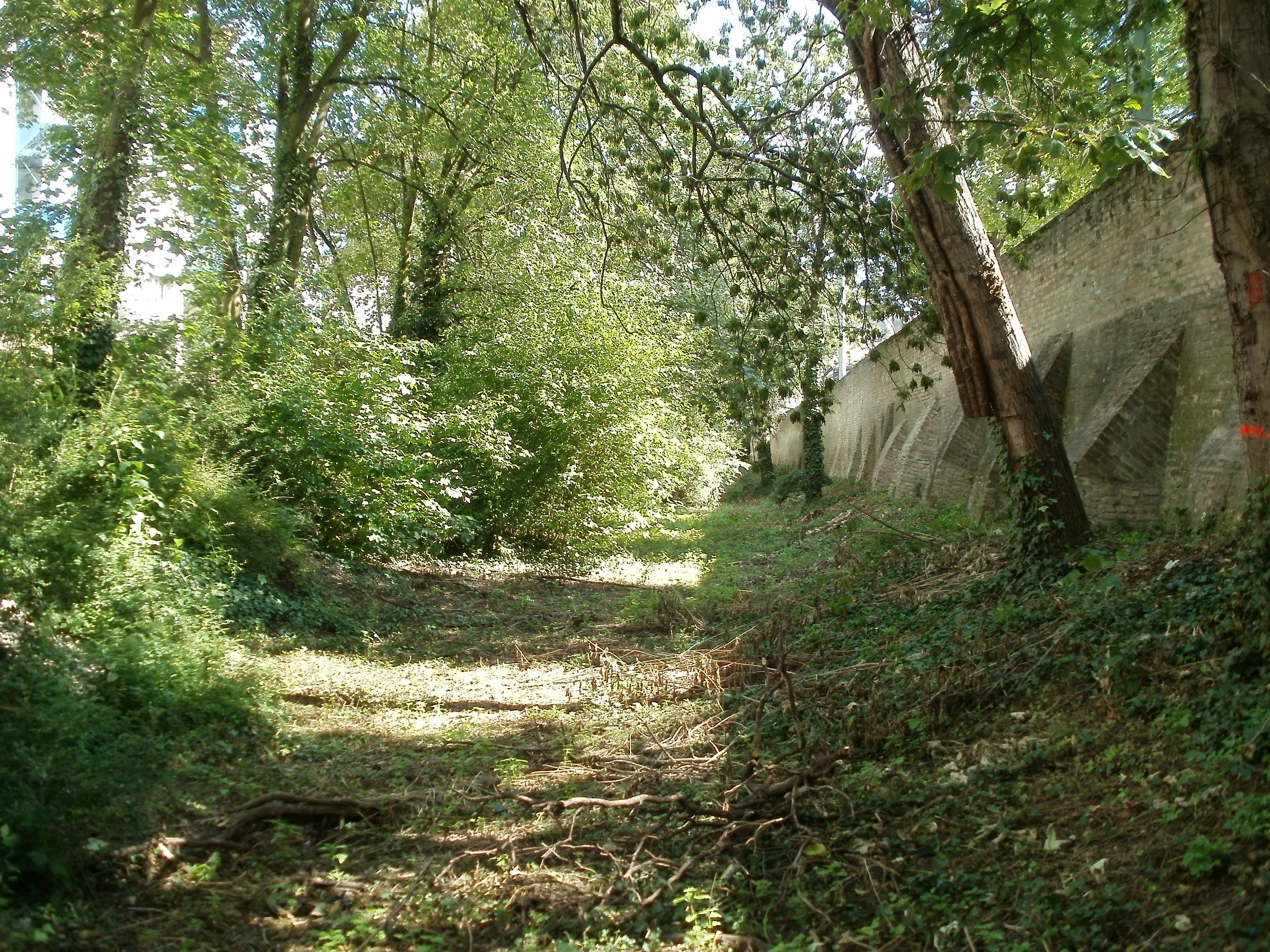
Postgraben Westseite, die Kontreeskarpemauer. Gut zu sehen die soliden Stützen

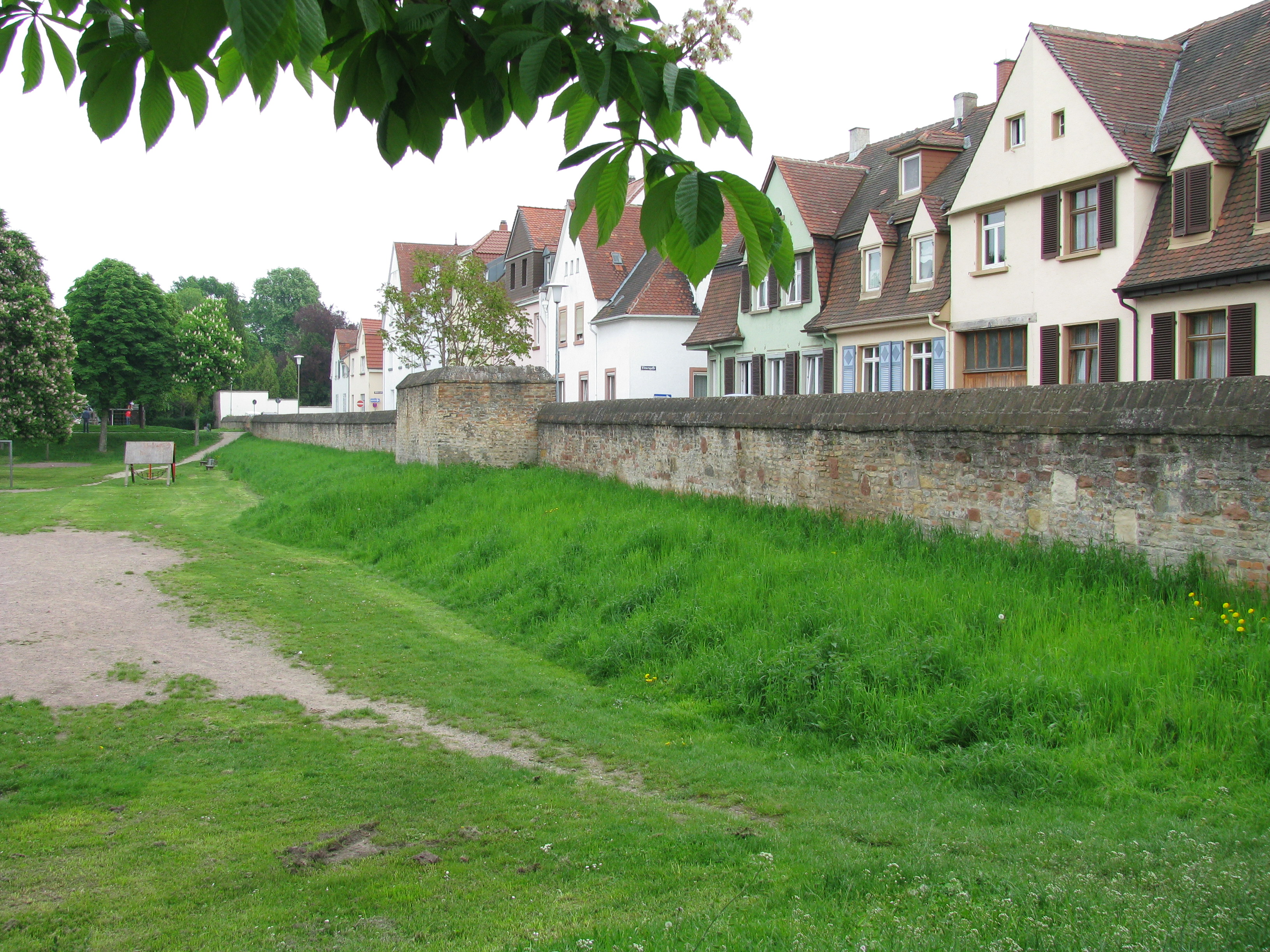
Niedriger Mauerrest am Eselsdamm

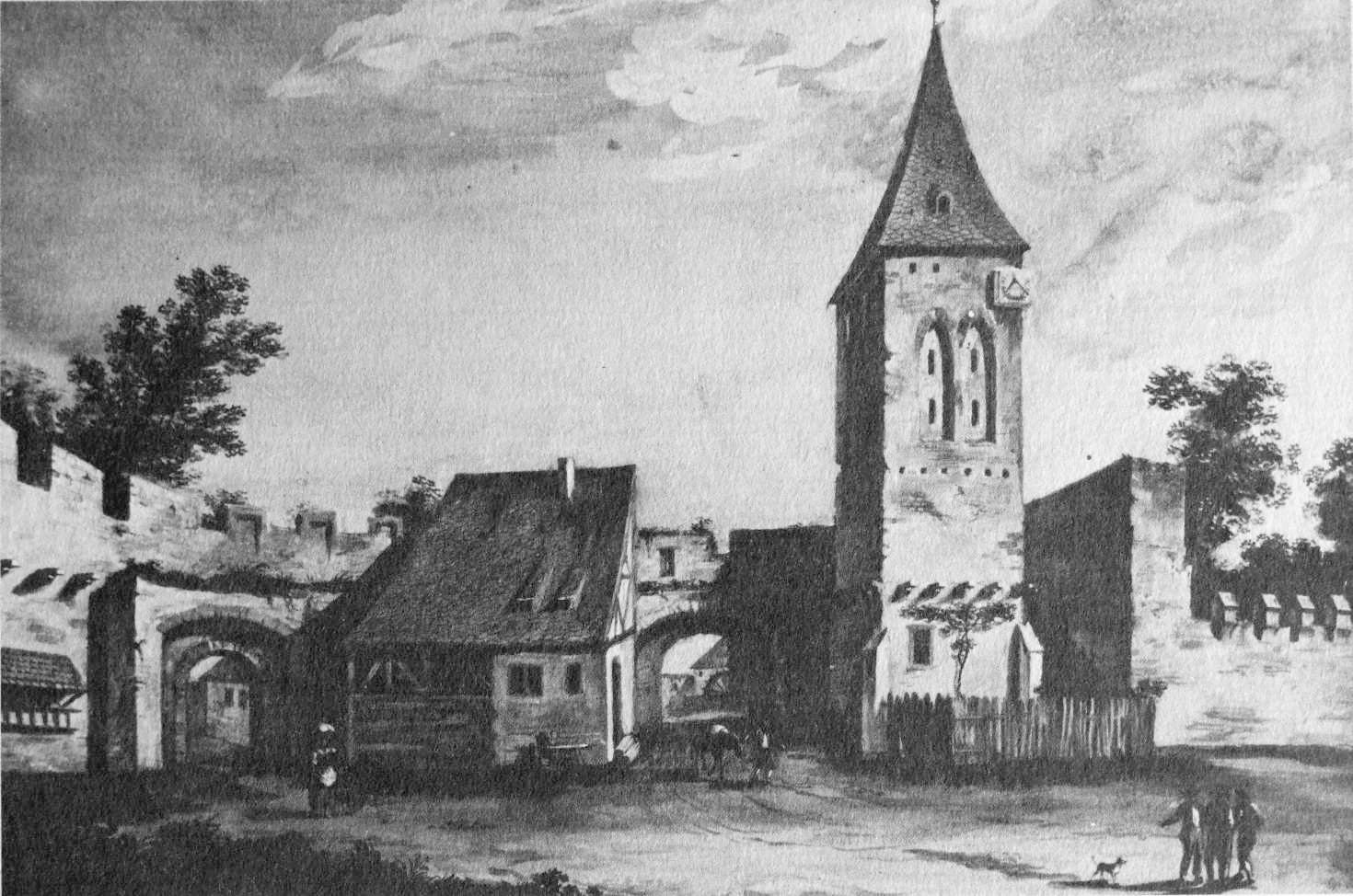
Von links: Lauertor, Salztor. Lauerturm, Gouache von Christian Georg Schütz 1760

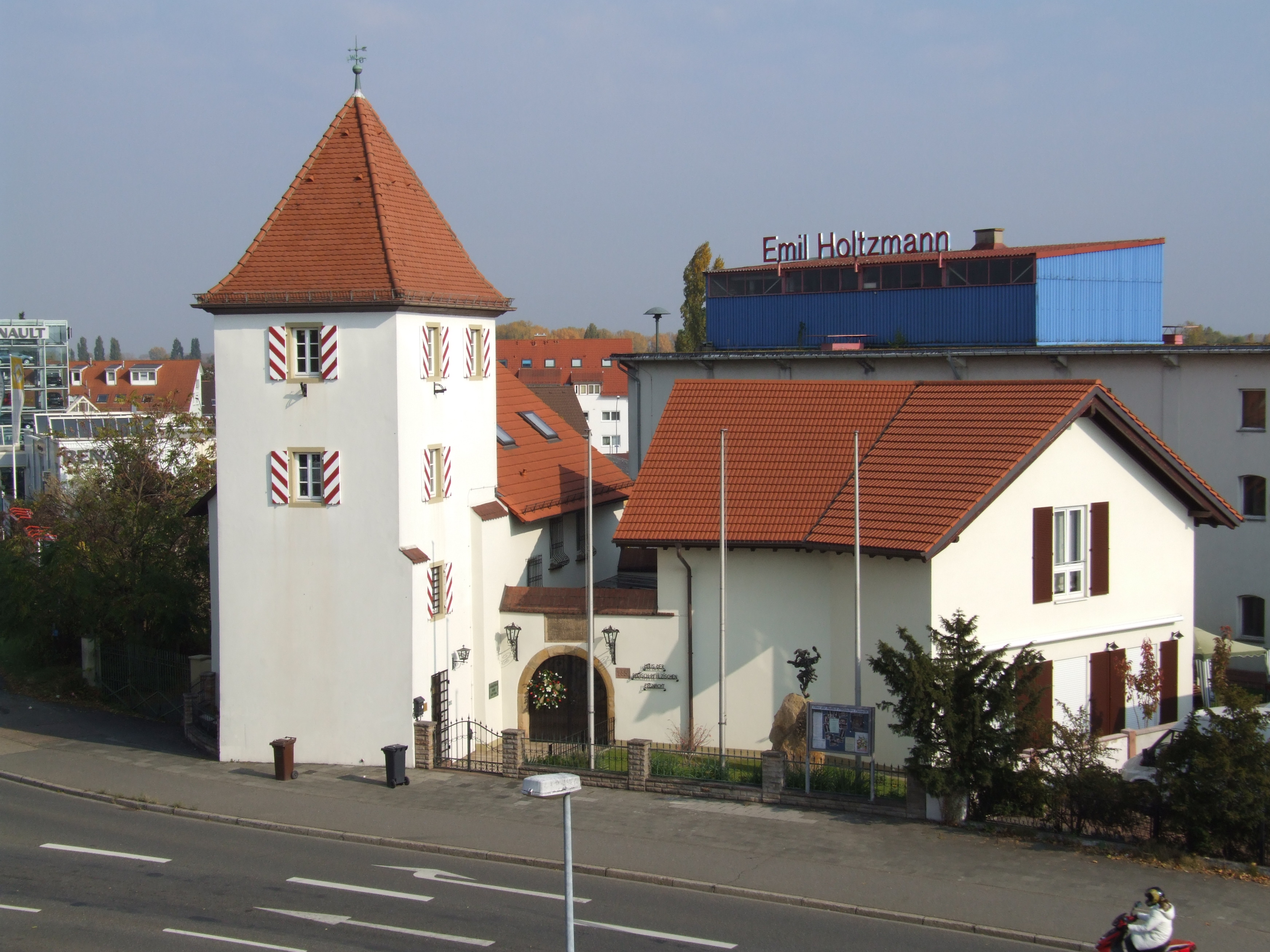
Der Wartturm, früher die Wormser Warte, von 1451 gibt Zeugnis von der Speyerer Landwehr

Speyerer Stadtbefestigung im engeren Sinn bezeichnet die Speyerer Stadtmauer, das Festungssystem, heute dessen Reste, das die Speyerer Bischöfe als Stadtherren und später die Bürgerschaft der Stadt Speyer ab ca. 948 errichteten, um die Stadt vor militärischen Angriffen zu schützen.
Ausgehend von der im Auftrag des Bischofs Reginald als neuem Stadtherrn um 946 bis 950 erstellten ersten ottonischen Stadtmauer wurden die Befestigungen bestehend aus Mauern, bis zu 71 Türmen, Toren, Pforten und z. T. ausgemauerten und z. T. bewässerten Gräben mit großem Aufwand über Jahrhunderte aufgebaut, erhalten, verstärkt, später auch um vier Vorstädte erweitert und immer wieder modernisiert. Im Laufe der Zeit wurde auch eine Landwehr mit Landwehrgräben, Wall, Landwehrhecken und Warten als Vorverteidigung aufgebaut, siehe: Speyerer Landwehr.
Grundlegende qualitative Umgestaltungen waren der Umbau der Befestigungswerke als Reaktion auf das Aufkommen der Armbrust im 14. Jahrhundert und später die Verstärkungen und Ausbauten als Reaktion auf Aufkommen der ersten Schusswaffen im 15. Jahrhundert, als etwa Bermenmauern, Geschützstände und Zwinger hinzugebaut wurden. Ein Ende fand dieses militärische System durch die von Ludwig XIV. befohlene Zerstörung von Stadt und Stadtbefestigung im Jahr 1689.
Die verwüstete und 11 Jahre verlassene Stadt wurde ab 1698 wieder aufgebaut und dabei wurde beginnend ab 1700 mit den ersten Toren bis 1730 auch wieder eine Stadtmauer errichtet, die aber nicht mehr militärische Verteidigung ermöglichen sollte. Ihr Zweck war nur noch Schutz vor Überfällen, Dieben, Räubern, Gesindel und Ausschweifungen zu bieten und die Warenströme an den Toren zu bündeln. Diese Mauer hatte bis ca. 1814 (letzter Erweiterungsplan) also polizeiliche Funktionen.
Mit dem Einzug der bayrischen Verwaltung 1816 endete diese Phase und die Zeit des Abrisses und der Verwertung der Steine begann. 1819 erlaubte das Landkommissariat den Abriss der inneren Anlagen, die Außenmauer musste zunächst bis zu einer Höhe von drei Metern stehen bleiben. Bis 1826 war das meiste zerstört, der Abriss ging aber weiter bis 1958, als für den Falkenturm eine Abrissgenehmigung erteilt wurde.
Heute stehen die abgesehen vom Altpörtel bescheidenen Reste der Stadtbefestigung Speyer unter Denkmalschutz.

## Befestigungen während der römischen Herrschaft und die Übergangszeit
Im weiteren Sinne meint Speyerer Stadtbefestigung auch die Befestigungen in den vier Jahrhunderten römischer Herrschaft.
Das waren zunächst die drei aufeinanderfolgenden Kastelle, das erste A errichtet unter Drusus ab ca. 10 vor Christus, das zweite B nach der Niederlage des Varus errichtet 9 n. Chr. und das dritte C unter Tiberius ca. 30 n. Chr. Die bei den Kastellen entstandene Zivilsiedlung Noviomagus war zunächst ungesichert. Zu Schutzzwecken siedelten die Römer im Gebiet um Speyer die Nemeter, als germanischen Föderatenstamm, an und machten ihr Noviomagus als Civitas Nemetum zur Hauptstadt des Nemetergaues. Kaiser Valentinian I. sicherte Nemetum 369 mit einem starken Festungsbau mit ca. 2,5 Meter dicken Mauern und Kriegshafen. Nach dem erfolgreichen Eroberungszug der Wandalen und Alanen zum Jahreswechsel 406/407, siedelten die Römer zunächst Burgunder an, die 430 ins heutige Burgund umgesiedelt wurden. Jede römische Verwaltung endete 454 mit der Ermordung des weströmischen Heermeisters Ätius. Letztlich setzten sich im Speyergau die Franken durch, die zunächst keine Befestigung errichten, sondern in unbefestigten Dörfern lebten. Der salfränkische Herzog Konrad der Rote übertrug 946 die zunächst von einem Grafen verwaltete Stadt dem Speyerer Bischof Reginald, der ca. zwischen 946 und 950 im Hinblick auf die Heerzüge der Ungarn, die erste ottonische Stadtmauer errichten ließ.

## Chronologie im Überblick
- 946 bis 950 Errichtung der ottonischen Stadtmauer unter Speyerer Bischof Reginald in der Zeit der Normannen- und Ungarneinfälle, als sich zeigte, dass die Nutzung oder der Ausbau alter Römermauern zur Verteidigung vielfach die Rettung bedeutete.[A 15] Der Bau war auch Symbol der uneingeschränkten Stadtherrschaft des Bischofs.[A 16] Zunächst bestand die Anlage nur aus Mauern und Toren.
- 955 Ende der Ungarngefahr durch die Schlacht auf dem Lechfeld.
- Um 1050 Errichtung eines gen Westen verschobenen neuen Mauerrings zur Sicherung der erfolgten Stadtvergrößerung im Zuge des Dombaus, die frühsalische Stadtmauer. Sie entsprach im Verlauf etwa dem heute vermuteten westlichen Ende der Civitaes Nemetum vor dem ersten Alamaneneinfall von 275.[A 17]
- Vermutlich bald nach 1080 erfolgte zur Sicherung der abermaligen Stadterweiterung im Zuge des Dombaues 2 die spätsalische Wallerweiterung nach Nordosten (Augustinerlinie).[A 18]
- Erweitert wurde in spätsalischer Zeit auch die Domhügelummauerung.[A 19]
- Vermutlich zur Zeit des Bischofs Johannes (1090–1104) wurde die spätsalische Nordummauerung (Hirschgrabenlinie) errichtet.[A 20]
- 1116 scheiterte an der Speyerer Stadtmauer die Belagerung durch Erzbischof Adalbert von Mainz.[A 21]
- 1128 belagerten König Lothar III. mit Erzbischof Adalbert von Mainz und dem Speyerer Bischof drei Monate vergeblich die Stadt.[A 22]
- 1129 schloss Lothar III. mit seinem Heer die Stadt erneut ein. Nach sechs Monaten erfolgreicher Verteidigung gab die Stadt wegen Hungers auf.[A 23]
- 1134 belagerte Herzog Konrad von Schwaben die Stadt, musste aber einem Entsatzheer von Lothar III. weichen.[A 24]
- 1201 belagerte Gegenkönig Otto IV. den König Philipp von Schwaben in Speyer. Philipp entkam per Schiff, Otto IV musste die Belagerung unter Verlusten abbrechen.[A 25]
- 1206 belagerte König Otto IV. Speyer erneut, musste aber nach vergeblicher Belagerung einem Entsatzherr von König Philipp von Schwaben weichen.[A 26]
- Um 1230 bei der spätstaufischen Torturmaktion werden die ersten vier Tortürme errichtet, das Altpörtel, das Weidenpörtel, das Rheinpörtel und das Neupörtel.[A 27]
- Um 1240 wurde der Stapelplatz am neuen Hafen an der Nordseite der Stadt (Fischmarkt) ummauert, wobei erstmals Ziegelsteine, statt bisher Sandstein eingesetzt wurde.[A 28]
- Um 1250 wird Herrn Utos Eckturm am Domhügelsporn, der Utenturm, errichtet.
- Um 1260 wurde die Mauer durch Blendbögen verstärkt.[A 29]
- Ab 1278 verstärkten die Bürger die salische Mauer vom Domhügel her und begannen das Gebiet des Bischofs, mit dem sie im Streit lagen, mit außerordentlich hohen Türmen einzufassen. Bei der 1280er Turmaktion wurden errichtet:
  - Ecktürme: Roter Turm, Judenturm, Schmiedturm
  - Bachfront: Salzturm, Holztorturm, Tränktorturm
  - Rheinfront: Nikolauspfortenturm, Heidenturm, Zimmerleutturm, Metzgerturm, Armbrusterturm

Der Anblick von Uten-, Zimmerleut-, Armbrusterturm, von Rheinpörtel, Schmiedturm, Neupörtel, Altpörtel und Roter Turm beeindruckte noch 300 Jahre später den englischen Reiseschriftsteller Coryate. Coryate der von London über Frankreich nach Norditalien gereist war, besuchte Speyer auf der Rückreise von Venedig. Er schrieb über seinen Eindruck von Speyer: Es ist von starken Mauern umgeben mit Türmen, die so hoch wie unsere Kirchtürme sind, die höchsten Türme in einer Mauer, die ich auf meiner Reise sah. Nach Coryates langer Reise ein bemerkenswertes Urteil. Eine Ahnung einer solchen turmbewehrten Mauer vermittelt heute annähernd die Museggmauer in Luzern.
- 1331 erfolgte nach dem Severins-Sturm die Erbauung des Turms zum halben Dach (Schusterturm), des Turmes zum Maulbronner Garten (Pulverturm) und vermutlich des Bäckerturms.
- Bis zum 14. Jahrhundert bildeten sich vier Vorstädte, südwestlich die Gilgenvorstadt, nordwestlich die Vorstadt Altspeyer (das frühere Dorf Altspeyer), nordöstlich die Vorstadt überm Hasenpfuhl und südöstlich die Marxenvorstadt (auch Fischervorstadt).
- Die Gilgenvorstadt wurden im Zeitraum zwischen 1320 und 1334, vermutlich 1324 bis 1326 ummauert.[A 31]
- Die Vorstadt überm Hasenpfuhl wurde um 1335 ummauert und mit dem Lauerturm gesichert.
- 1340 wurden die Bachriegelbauten errichtet, der Obere Bachriegel, der Untere Riegel (Gackturm) und die Untere Lauerpforte.
- 1350 wurde spätestens der Bäckerturm und der Eurichsturm, vielleicht auch der Judenturm errichtet.
- Die St.-Marxen-Vorstadt wurde um 1365 ummauert. Reste dieser Mauer stehen heute noch an der Karl-Leiling-Allee und neben der Rettungswacht. Unter der Markusstraße befinden sich ebenfalls Reste der Stadtmauer. Darüber hinaus kamen bei Bauarbeiten auf dem Gelände der ehemaligen Melchior-Hess-Filzfabrik Reste der Mauer zum Vorschein. Ein Teil dieser Mauerreste bildet die Rückwand des Hofschlösschens ein anderer Teil befindet sich unterirdisch. Da die Erhaltung der unterirdischen Reste wegen der geplanten Neubauten nur mit einem sehr großen Aufwand realisierbar ist, sollen diese abgetragen und die so erhaltenen Steine für die Ausbesserung anderer Mauerreste genutzt werden.[4]

- Die Vorstadt Altspeyer wurde um 1380 ummauert. Das nördlich von Speyer gelegene Dorf Spire (später Altspeyer) verfügte selbst schon seit ca. 1080 um eine Mauer, ebenso wie das dort geschaffene Judenviertel.[A 32]
- 1410 wurde die zweite Windmühle und zwar auf dem Windmühlenturm (Roter Turm) errichtet.
- 1602 wurde am Woogbach die älteste Pulvermühle der Pfalz errichtet. Diese wurde in ihren besten Zeiten im Schichtbetrieb rund um die Uhr betrieben. Eine weitere Mühle besaß der Müller und Ratsverwandte Kohn dort am Schießberg. Die Gebäude sind untergegangen, aber noch heute erinnert in Speyer der Pulvermühlenweg an diese Produktion. Aufbewahrt wurde das Schwarzpulver im Pulverturm der Speyerer Stadtbefestigung.[5]

## Türme und Tore der Stadtbefestigung Speyer
Seit 1469 waren die stärksten Türme den Zünften zur Verteidigung zugeteilt. Aus dem Waffeninventar von 1611 gehen die Verteidiger der Türme hervor:
Salzturm – Salzgießer
Lauerturm – Lauer
Judenturm – Bäcker
Totengräberturm – Schuster
Weidentor – Krämer
Roter Turm – Weber
Eurichsturm – Tucher
Neupörtel – Metzger
Schmiedturm – Schmiede
Armbrusterturm – Münzer
Zimmermannsturm – Zimmerleute
Kürschnerturm – Kürschner
Nikolausturm – Schneider
Für das Altpörtel, wie auch vermutlich alle übrigen Türme, war der Stadthauptmann mit seinen Söldnern zuständig.

### Innerer Ring
- Altpörtel oder Altes Burgtor
- Eurichsturm
- Runder Turm (auch Alter Mühlturm oder Windmühlenturm, erst 1891 abgerissen)
- Roter Turm (1819 abgebrochen)
- Das Törlein am Roten Turm
- Weidentorturm
- Bäckerturm (auch Totengräberturm)
- Judenturm
- Lauerturm (1772 schon abgebrochen)
- Oberes Lauerpförtchen
- Schusterturm (auch Pulverturm, 1760 von selbst eingefallen, in Resten noch erhalten – erst 1990 wiederentdeckt)
- Unteres Lauertor
- Salztorturm
- Holztorturm (auch Mittelstegturm oder Holzburgtor, am Mittelsteg über den Speyerbach)
- Riegel am Austritt des Stadtbaches
- Tränktorturm (vor 1790 abgebrochen)
- St.-Nikolaus-Pfortenturm (auch Nikolausturm oder Domstaffelturm, 1831 abgebrochen)
- Uden- oder Kürschnerturm
- Heidenturm, heute Heidentürmchen
- Zimmerleutturm (auch Zimmermannsturm, 1771 abgebrochen)
- Metzgerturm
- Armbrusterturm (1819 abgebrochen)
- Rheintorturm (auch Torturm Weißes Tor oder Rheinburgtor)
- Schmiedeturm (nur noch geringe Reste erhalten)
- Neupörtel[A 33][B 1]

### Gilgenvorstadt
- Alexiusturm
- Turm zum Drachen (steht noch größtenteils)
- Turm zur Taube (steht noch)
- Turm zum Bock (steht noch größtenteils)
- Turm zum Hahn
- Turm zum Engel
- Kreuztorzwinger (Innere Mauer)
  - Streifertorturm
  - Turm zum Kranich
  - Turm zur Nachtigall
  - Turm zum Greifen
  - Turm zum Falken (erst 1958 abgerissen)
  - St. Gilgen Tor
- Kreuztorzwinger (Äußere Mauer)
  - Heilig-Kreuz-Tor
  - Turm zum Adler
- Turm zum Papagei
- Turm zum Wächter
- Turm zum Strauß
- Turm zur „Maiße“ (Meise)
- Mühltörlein
- Hatzelturm (Turm zur Atzel, Elster)
- Turm zum Kauz
- Turm zum Habicht
- Turm zur Schwalbe (teilweise noch erhalten, nicht zugänglich)
- Turm zum Storchen
- Klüpfelstor und -turm[A 34][B 2]

### Vorstadt Altspeyer
Westliche und nördliche Flanke
- Turm zur Linde
- Turm zur Tanne (beim Judenkirchhof)
- Turm zur Eiche
- Turm zur Erle
- Turm zur Birke (Siechenturm)
- Heiliggrabtor (auch Wormser Tor)
- Diebstor- und turm an der Diebsbrücke
- Woogturm

Östliche Flanke
- Wachthäuslein zum Fuchs
- Wachthaus zum Wolf
- Wachthaus zum Pfau[A 35][B 3]

### Vorstadt überm Hasenpfuhl
- Oberer Speyerbachriegel, der Wehrgang überquerte mit zwei großen Bögen den Bach, die mit zwei Holzgittern abgesperrt waren. Eine Lücke im Gatter des westlichen Bogens ließ die Durchfahrt für Kähne und Triftholz zu.[A 36]
- Allmendtörlein (Durchlass, das „Almentorlin an der Knoltzengasse“)
- Turm zum Bären (in Resten noch erhalten)
- Turm zum Löwen (in Resten noch erhalten)
- Turm zum Widder (in Resten noch erhalten, im Garten von St. Magdalena)
- Farrenturm
- Kühtor oder Rheintor (Kuhpforte, abgebrochen um 1860)
- Nebentörlein beim Gackturm
- Gackturm (Unterer Riegel)
- Tor zum Bachstaden[A 37][B 4]

### St.-Markus-Vorstadt
- Fischertorturm
- Äußeres Fischertor
- Stephansturm
- Euwenturm
- Schleicherturm (früher Turm hinter dem Wasenmeister)
- St.-Markus-Tor (Marxtorturm)
- Hammelturm
- Rohrturm
- Inneres St.-Germanstor (Germansturm zum Doppelhaken)
- Äußeres St.-Germanstor[A 38][B 5]

## Grabensystem
Das Grabensystem bestand aus dem
- Innenstadtgraben, u. a. Postgraben, Hirschgraben, Mühlbach, Karmelitergraben, Alexgraben,
- Vorstadtgraben vor dem Gilgentor, mit Gilgengraben, Klüpfelsgraben,
- den Stadtgräben in der Niederung: Germansgraben, Graben an der Steingasse (Alter Hafen), die Froschau, der Marxengraben, der Graben am Spich, der Hasenpfühler Rheinarm, der Speyerbach, der Speyerbach vor Altspeyer, der Eselsdamm, der Graben vor der Hasenpfühler Mauer.[A 39]

## Heutiger Restbestand
Der vergleichsweise sehr bescheidene Restbestand der Stadtbefestigung Speyer ist heute als Denkmalzone geschützt. Neben dem Altpörtel, dem Heidentürmchen (im östlichen Domgarten), dem unteren Teil des Schmiedturms (am Südende der Zeppelinstraße) bestehen noch folgende Türme: Von der Befestigung der Gilgenvorstadt die drei Mauerstümpfe der Rundtürme Zum Drachen, Zur Taube, Zum Bock und Reste des Schwalbenturms mit Graben. Von der Befestigung der Vorstadt überm Hasenpfuhl zwei rechteckige Mauertürme Zum Bären und Zum Löwen (in der Nähe Bärengasse und Löwengasse) und Mauerreste der ehemaligen Bogenbrücke und Sperre Riegel. Stadtmauerreste gibt es im Bereich der Häuser Am Hannelturm 1, Allerheiligenstraße 23, 24–31, Bahnhofstraße/Am Klipfelstor, Bahnhofstraße/Adenauerpark, Domgarten, Domplatz 6, Farrenturmstraße 9–19, Feuerbachstraße 1, Fischergasse 11–29, Große Pfaffengasse 1–5, Gutenbergstraße 1, Hasenpfuhlstraße 37,38, Hirschgraben, Holzmarkt 4, Karl-Leiling-Allee 5, Lauergasse 2–7, 11–16, 21–37, Mühlturmstraße 12–26, Neufferstraße/Am Drachenturm, Petschengasse 4, 6, Pistoreigasse 1, 2, 8–14, Rheintorstraße 6–9, Roßmarktstraße 11–23, 26, 27, 35. St-Markus-Straße 43, Schiffergasse 22, 23, Steingasse 17, Zeppelinstr. 1, 3, 5, 7, 9, 31, 33, 35, 37, 39
Von der ehemaligen Stadtbefestigung sind meist öffentlich zugängliche Teile gut erhalten oder restauriert (z. B. Fischergasse 11–29 rückseitig), während andere Reste der Stadtmauer in einem eher desolaten Zustand sind (z. B. rückseitiger Verlauf in der Allerheiligenstraße 24–31 oder in der Grossen Pfaffengasse 1–5).

Stadtmauerreste
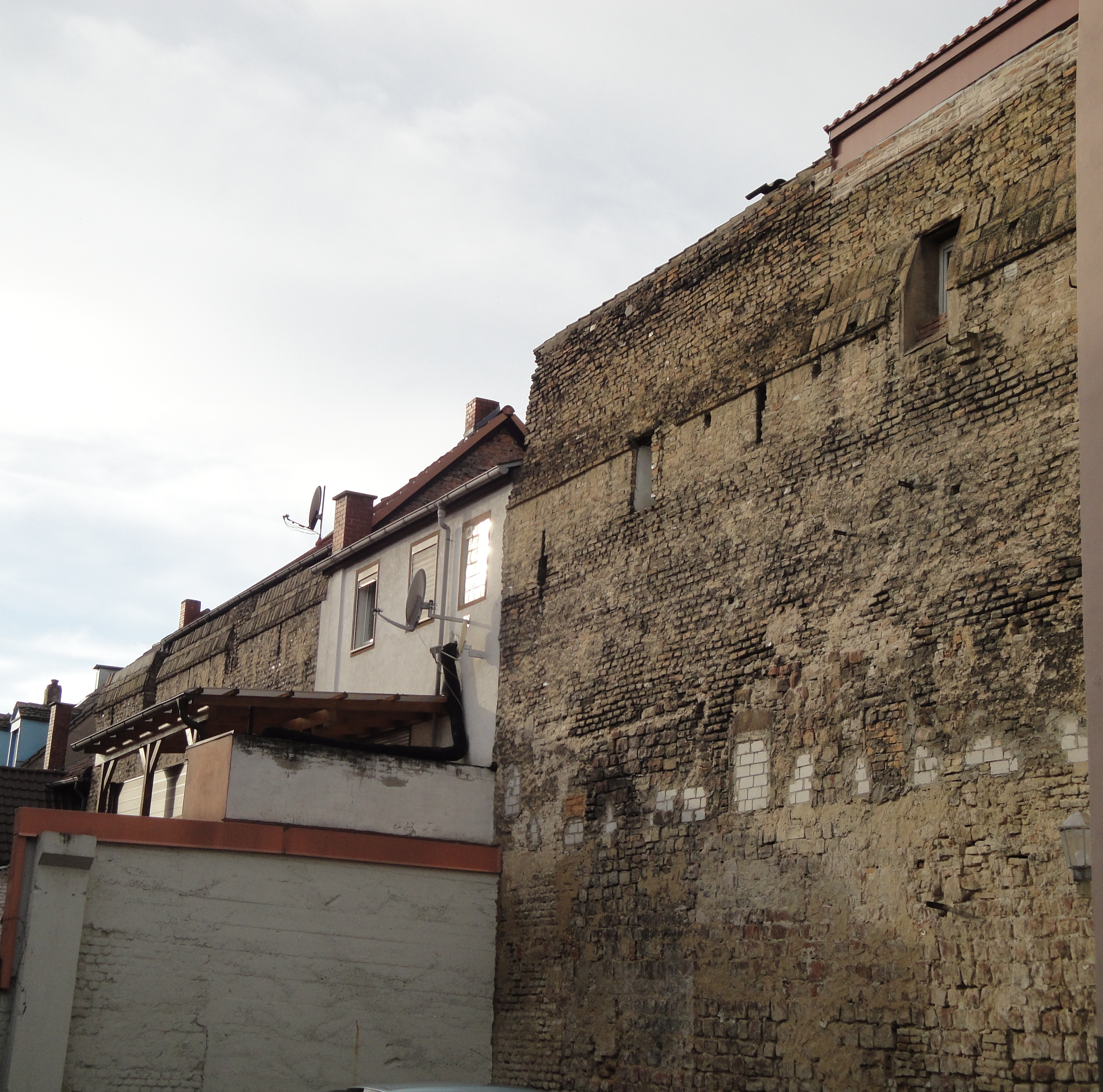
Rückseitiger Mauerrest in der Allerheiligenstraße 24–31
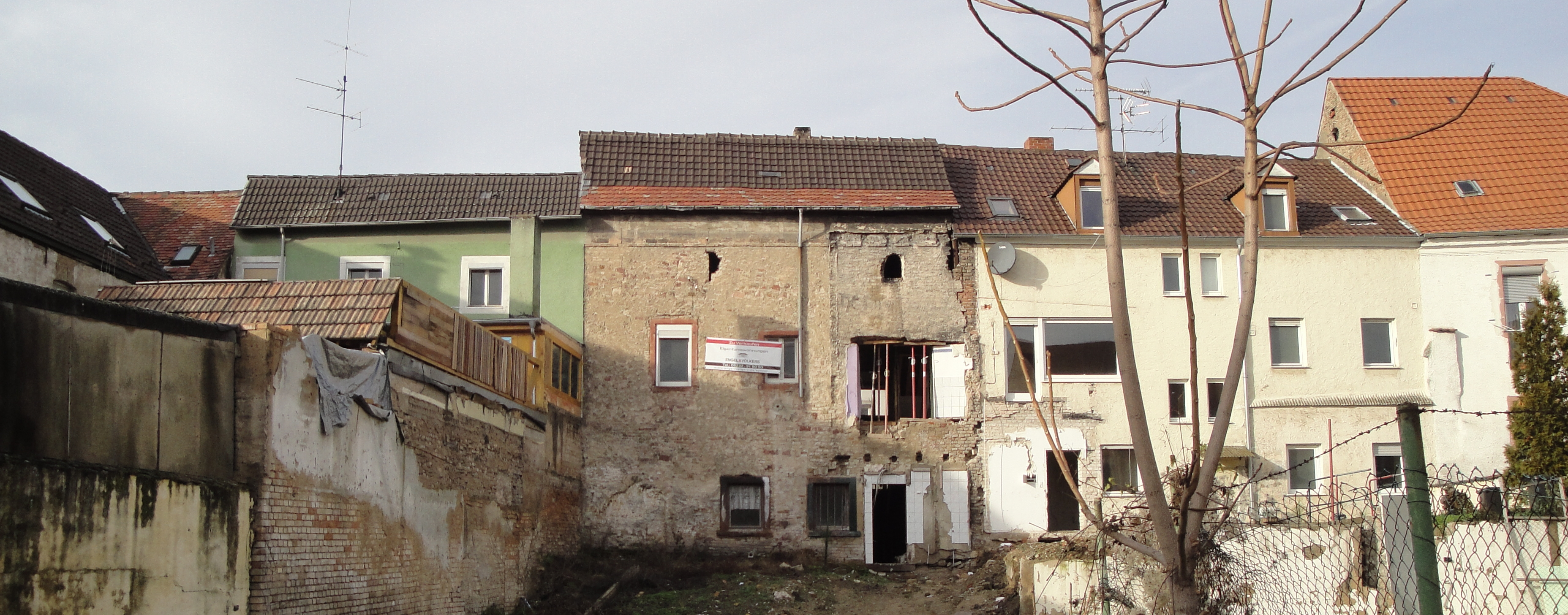
Rückseitiger Mauerrest in der Großen Pfaffengasse 1–5